# 池上電気鉄道
池上電気鉄道（いけがみでんきてつどう）は、現在の東急電鉄（東急）池上線に相当する路線を運営していた鉄道事業者である。また沿線で乗合バス事業も行っており、東急バス中延営業所・池上営業所の基となった。

## 概要
東京都大田区池上に所在する日蓮宗池上本門寺への参詣輸送のため、1917年に設立された鉄道事業者である。軌間1067mm、直流600ボルト架空電車線方式が採用された。1922年に蒲田 - 池上間が開業し、その後1928年に蒲田 - 五反田間が全通した。貴族院議員による私物化や、起終点の変更、競合する鉄道事業者との対立を経て、1934年に目黒蒲田電鉄に買収され会社は消滅した。

## 歴史

### 開業まで
1912年（明治45年）、目黒から池上を経て大森へ至る鉄道路線の免許申請が行われ、1914年（大正3年）4月8日に認可された。だが、発起人は信用力に乏しい者が多く、満足に資金を集められないまま時間だけが過ぎていた。ようやく会社の設立に漕ぎ付けたのが1917年（大正6年）6月24日で、大森側から線路の敷設を計画した。
しかしその後も資金不足が続いたが、その最中に衆議院議員（のち貴族院議員）の高柳淳之助が支援を表明する。高柳は一般の資産家から資金を集め、資金繰りに行き詰まった企業を支援し再生させるという、現代の企業再生ファンドに類する事業を行っており、池上電気鉄道も高柳の傘下で再生されることになった。大森付近では用地買収が難航したため、支線として新たに池上 - 蒲田間の免許を受けて開業させることとし、1922年（大正11年）10月6日に池上 - 蒲田間が開業した。
新製する電車の部品調達が開業に間に合わないことが判明すると、高柳は静岡県の駿遠電気（現在の静岡鉄道）に直談判し、中古の電車2両を調達し開業に間に合わせた。開業直後に開かれた本門寺のお会式には多くの乗客が詰めかけ、順調な滑り出しを見せた。

### 高柳淳之助による私物化
開業後の路線は単線軌道で、蒲田駅では調達した中古電車のうち1両を待合室代わりに使用した。高柳は池上電気鉄道の資材調達を自らの会社を経由して行ったが、投資家から集めた資金の多くが高柳の懐へと流れた。さらに高柳が直談判で調達した廃車寸前の中古電車も、新品に近い価格で売却された。建設資金が不足したため、通常なら都心に近い目黒から建設するところを、建設費のかかる目黒側を避けて建設せざるを得なかった。
高柳は延伸工事の資金を集める名目でダミー会社を多数作り、池上電気鉄道の実態を知らない地方の投資家から資金を吸い上げ続けた。実際に池上電気鉄道の延伸に使われた資金はわずかで、1923年（大正12年）5月4日にようやく雪ヶ谷駅（後に調布大塚駅と合併して雪ヶ谷大塚駅、現在の雪が谷大塚駅）まで開業した。また、洗足池の水面利用権を得て観光開発を行うなど乗客の増加を図ったが、乗客の増加につながらなかった。このような中、私財の蓄積に奔走する高柳の実態が明らかになり、世間から手厳しい非難を浴び、高柳は池上電気鉄道から手を退いた。

### 東京川崎財閥傘下へ
その後、池上電気鉄道は東京川崎財閥傘下となった。1923年11月1日に、目黒蒲田電鉄（以下、目蒲と記す。後の東京急行電鉄）が池上電気鉄道の計画と完全に並行する目蒲線（蒲田 - 目黒間）を開業させた。このため池上電気鉄道は路線計画の起点を目黒から五反田へ移した。
五反田駅から中延・雪谷方面へは並行して中原街道が走っていたことから、池上電気鉄道は鉄道先行として乗合自動車を運行することとし、1927年（昭和2年）9月9日、五反田駅 - 中延、平塚橋 - 馬込町（荏原町駅付近）で乗合バス事業を開始した。
1928年（昭和3年）6月17日に雪ヶ谷 - 五反田間の全線が開通。これにより乗客数は増えたが、建設費の償還が重くのしかかることとなった。池上電気鉄道の地盤は目蒲に封じ込められた形となり、これ以上の乗客の伸びは期待できなかった。
そのため勢力拡大を目指して五反田より先へ、京浜電気鉄道（以下京浜と記す。現・京浜急行電鉄）の青山線（未成線）に呼応する形で、白金・品川方面への延伸計画を立てた。五反田駅が山手線を乗り越えるような高架駅となっているのはこのためである。しかし、鉄道大臣小川平吉による免許ばらまきの一環で、京浜が東京地下鉄道への乗り入れを狙った免許を取得。池上電気鉄道の地盤を侵食するものであったため京浜との関係は一転して悪化し、白金方面への延長は中止された。

白金延長は頓挫したものの、池上電気鉄道は路線拡大のため免許を次々と申請した。当初の構想通りに大森への併用軌道による延長もその一つであったが、道幅の狭い池上通りに軌道を敷設することを東京市に反対され頓挫し、1930年（昭和5年）に乗合自動車で営業を開始することになった。

### 目黒蒲田電鉄傘下へ
唯一実現したのは、雪ヶ谷 - 国分寺間の敷設計画で、1928年10月5日に新奥沢線として雪ヶ谷 - 新奥沢間が開業した（荏原郡東調布町 - 北多摩郡国分寺村間は1930年免許失効）。

しかし、これは目蒲の地盤を侵略することになった。目蒲を経営する五島慶太が「目蒲と池上電気鉄道の無駄な競合は避けるべきだ」と川崎財閥の川崎肇に直接掛け合い、1934年（昭和9年）10月1日に池上電気鉄道は目蒲に吸収合併され、同社の池上線となった。1935年には、両社の駆け引きの象徴的存在であった新奥沢線が廃止された。

### 年表
- 1912年 池上電気鉄道発起、山口文右衛門社長就任、山口社長辞任、八木恒蔵会社代表者就任
- 1921年 芳川寛治社長就任
- 1922年 芳川社長辞任、高柳淳之助社長就任
- 1925年 高柳社長辞任、越山太刀三郎社長就任
- 1927年 越山社長辞任、中島久万吉社長就任
- 1932年 中島社長辞任、後藤圀彦代表取締役就任
- 1933年 役員全員辞任、五島慶太専務就任

## 保有路線
駅の一覧は「目黒蒲田電鉄#駅一覧」を参照（目蒲電鉄合併直後）。
- 本線：蒲田 - 池上 - 五反田間 11.0 km
- 新奥沢線：雪ヶ谷 - 新奥沢間 1.4 km

## 輸送・収支実績
| 年度 | 輸送人員（人） | 営業収入（円） | 営業費（円） | 営業益金（円） | その他益金（円）         | その他損金（円）  | 支払利子（円） |
| ---- | -------------- | -------------- | ------------ | -------------- | ------------------------ | ----------------- | -------------- |
| 1922 | 50,814         | 7,681          | 4,064        | 3,617          |                          |                   |                |
| 1923 | 521,755        | 77,445         | 35,150       | 42,295         |                          | 創立費償却金3,815 | 32,676         |
| 1924 | 867,976        | 91,542         | 38,551       | 52,991         |                          | 雑損945           | 50,700         |
| 1925 | 1,099,203      | 80,012         | 60,102       | 19,910         |                          |                   | 9,172          |
| 1926 | 1,283,202      | 74,963         | 61,670       | 13,293         |                          |                   | 20,867         |
| 1927 | 1,947,866      | 141,071        | 91,572       | 49,499         | 自動車業1,277            | 雑損768           | 6,000          |
| 1928 | 7,928,414      | 439,150        | 211,547      | 227,603        | 自動車業10,377           |                   | 98,325         |
| 1929 | 11,873,346     | 667,764        | 289,321      | 378,443        | 自動車業その他15,079     | 償却金8,000       | 212,587        |
| 1930 | 12,762,749     | 677,335        | 298,585      | 378,750        | 自動車業その他48,773     | 償却金22,000      | 233,236        |
| 1931 | 13,405,329     | 670,200        | 309,710      | 360,490        | 自動車業その他93,785     | 償却金35,000      | 247,792        |
| 1932 | 13,593,416     | 681,998        | 316,702      | 365,296        | 自動車土地業その他93,600 | 償却金36,000      | 246,844        |
| 1933 | 13,954,889     | 686,550        | 336,909      | 349,641        | 自動車88,730             | 償却金18,000      | 237,849        |
| 1934 | 14,051,489     | 643,929        | 335,619      | 308,310        | 自動車業その他61,748     |                   | 208,317        |

- 出典：鉄道省鉄道統計資料、鉄道統計資料、鉄道統計各年度版

## 施設
- 嶺変電所、水銀整流器（交流側500V直流側550V）直流側の出力500kW、常用2、製造所BBC[18]
- 同上、電動発電機（交流側3000V直流側550V）直流側の出力300kW、予備1、製造所小穴[18]
- 池上変電所、水銀整流器（交流側500V直流側550V）直流側の出力500kW、常用1、製造所BBC[18]
- 戸越変電所、水銀整流器（交流側500V直流側550V）直流側の出力500kW、常用1、製造所BBC[18]

## バス事業
- 9路線、車両42台、定員5人 - 14人[19]
  - フォードAA 1929年式及び1931年式17台、フォードA 1930年式5台、フォードBB 1932年式13台、シボレーRT 1929年式2台、ウーズレーCG 1929年式5台[19]